# Lac Bassignac
Pour les articles homonymes, voir Bassignac (homonymie).
Le lac Bassignac est un plan d'eau douce traversé par la rivière Bérard et situé dans le territoire non organisé de Rivière-Koksoak, dans la région du Nunavik, dans la région administrative du Nord-du-Québec, au Québec, au Canada.
Annuellement, la surface du lac est généralement gelée de la fin-novembre à la fin mi-mai, néanmoins, la période de circulation sécuritaire sur la glace est habituellement de la mi-novembre au début mai.

## Géographie
Les bassins versants voisins du lac Bassignac sont :
- côté Nord : rivière Bérard, lac Jourdan, lac Flip, lac Garigue ;
- côté Est : rivière Koksoak, lac Rale, lac Gerido, lac Rougemont ;
- côté Sud : rivière Koksoak, lac Imbault, lac Napier ;
- côté Ouest : lac Imbault.

Le lac Bassignac comporte les dimensions suivantes : longueur : 5,1 km ; largeur : 1,3 km ; altitude : 132 m. Ce lac est traversé vers le Nord-Ouest par la rivière Bérard. Ce lac comporte en son centre une presqu’île se détachant de la rive Nord-Est et s’avançant vers le Sud. Cette presqu’île est traversée en son centre par une rivière (venant du Nord) se terminant en Y.
L’embouchure du lac Bassignac est situé au Nord-Ouest du lac, à :
- 78,6 km au Sud de l’embouchure de la rivière Bérard, laquelle est située au village de Tasiujaq au fond d’une baie de la baie d’Ungava ;
- 15,84 km au Sud-Ouest d’une baie du lac Gerido ;
- 45,3 km au Nord-Ouest de la Rivière Koksoak ;
- 29,3 km à l’Ouest du lac Dufreboy[1].

## Toponymie
Cet hydronyme évoque l’œuvre de vie de Jean d'Anglars de Bassignac (Bassignac, France, 1725 ‑ Paris, 1788), capitaine au régiment de Royal-Roussillon, dans la compagnie de Bassignac. Il a été reçu chevalier de Saint-Louis en octobre 1758. Après avoir servi en Nouvelle-France, il est retourné en France en 1760. La Commission de géographie, devenue la Commission de toponymie du Québec, a officialisé le toponyme « Lac Bassignac », le 4 décembre 1956.
L'hydronyme "lac Bassignac" a été officialisé le 5 décembre 1968 à la Commission de toponymie du Québec, soit à la création de la Commission.